# Virgil Patrick Copas
Sir Virgil Patrick Copas MSC (ur. 19 marca 1915 w Toowoomba, zm. 3 października 1993) – australijski duchowny rzymskokatolicki, misjonarz Najświętszego Serca Jezusowego, wikariusz apostolski i arcybiskup Port Moresby, biskup Keremy.

## Życiorys

### Młodość i prezbiteriat
Virgil Patrick Copas urodził się 19 marca 1915 w Toowoomba w Australii. Ukończył St Mary’s College i podjął pracę na poczcie. Postanowił jednak zostać misjonarzem i rozpoczął studia kapłańskie. Studiował również antropologie i medycynę tropikalną na Uniwersytecie w Sydney. 23 lipca 1944 otrzymał święcenia prezbiteriatu z rąk arcybiskupa Melbourne Daniela Mannixa i został kapłanem misjonarzy Najświętszego Serca Jezusowego.
W latach 1945–1948 kapelan sił australijskich w Papui-Nowej Gwinei. W latach 1946–1951 misjonarz w wikariacie apostolskim Rabaul, a w latach 1952–1954 w prefekturze apostolskiej Samarai. Od 1953 do 1960 przełożony misjonarzy Najświętszego Serca Jezusowego na Terytorium Północnym w Australii oraz kapelan marynarki wojennej. Prowadził również audycje religijne w Australian Broadcasting Corporation.

### Episkopat
19 grudnia 1959 papież Jan XXIII mianował go wikariuszem apostolskim Port Moresby oraz biskupem tytularnym Bennefy. 27 kwietnia 1960 przyjął sakrę biskupią z rąk arcybiskupa Brisbane Jamesa Duhiga. Współkonsekratorami byli biskup Toowoomba William Joseph Brennan oraz biskup Darwin John Patrick O’Loughlin MSC.
Jako ojciec soborowy wziął udział w soborze watykańskim II. 15 listopada 1966 wikariat apostolski Port Moresby został podniesiony do rangi archidiecezji. Tym samym bp Copas został arcybiskupem Port Moresby. W latach 1973–1976 pełnił dodatkowo funkcję administratora apostolskiego diecezji Bereina.
19 grudnia 1975 zrezygnował z arcybiskupstwa, aby arcybiskupem stolicy mógł zostać Papuas. 24 maja 1976 papież Paweł VI mianował go biskupem Keremy. Pozostał arcybiskupem ad personam. W 1981 Elżbieta II na wniosek rządu Papui-Nowej Gwinei nadała mu szlachectwo oraz odznaczyła Orderem Imperium Brytyjskiego w klasie Kawalera Komandora (KBE).
Jako biskup dbał o duszpasterstwo i rozbudowywał sieć placówek edukacyjnych i medycznych, szczególnie w odległych rejonach oraz sponsorował projekty rozwojowe w rolnictwie, handlu i biznesie. Wspierał materialnie uczniów swojej dawnej szkoły St Mary’s College.
6 grudnia 1988 przeszedł na emeryturę. Zmarł 3 października 1993.